# Isabella Fischli
Isabella Maria Fischli (* 1956 in Appenzell) ist eine Schweizer Journalistin und Autorin.
Fischli studierte am Trinity College Dublin und an der Universität Zürich russische und deutsche Sprache und Literatur. Als freie Journalistin in Zürich arbeitete sie unter dem Namen Isabella Jaeger ab 1986 für Tages-Anzeiger, Weltwoche, du, Das Israelitische Wochenblatt, annabelle, zuletzt als Redaktorin für Das Magazin. 2002 erschien unter ihrem Geburtsnamen Isabella Maria Fischli im Pendo Verlag (München/Zürich) ihr Buch Dreifuss ist unser Name, die Familiengeschichte und Biografie des zweiten weiblichen und ersten jüdischen Mitglieds der Schweizer Regierung, der sozialdemokratischen Innenministerin Ruth Dreifuss (1993–2002). 

## Veröffentlichungen
- Isabella Maria Fischli: Dreifuss ist unser Name. Pendo Verlag, München/Zürich 2002, ISBN 3-85842-487-0.

| Personendaten    | Personendaten                                |
| ---------------- | -------------------------------------------- |
| NAME             | Fischli, Isabella                            |
| ALTERNATIVNAMEN  | Fischli, Isabella Maria (vollständiger Name) |
| KURZBESCHREIBUNG | Schweizer Journalistin und Autorin           |
| GEBURTSDATUM     | 1956                                         |
| GEBURTSORT       | Appenzell                                    |